# Álvaro Domínguez (football, 1981)
Pour les articles homonymes, voir Álvaro Domínguez et Domínguez.
Álvaro Domínguez, de son nom complet Álvaro José Domínguez Cabezas, né le 10 juin 1981 à El Cerrito, est un footballeur international colombien évoluant au poste de milieu gauche
Il joue actuellement à El Cerrito, en Liga Águila (Colombie).

## Biographie
Álvaro Domínguez commence sa carrière avec le Deportivo Cali en 1999. Il est prêté en 2002 au Club Deportivo Atlético Huila puis lors de la deuxième partie de saison 2003 à Club Deportivo Atlético Huila. À son retour à Cali, Domínguez est devenu un joueur important pour son équipe. En 2005, il a aidé à Cali pour capturer le titre Finalización.
En 2007, il rejoint le FC Sion côté suisse où il a est reconnu pour son sacrifice, ces frappes lointaine et sa vision du jeu. Il a fait 122 apparitions en championnat suisse et marque 21 buts. Pendant cette période Domínguez a été un joueur clé en aidant son club à remporter deux Coupe de Suisse.
En 2011, il quitte le club Suisse et rejoint le club turc de Samsunspor. À la fin de la saison, il retourne à sa Colombie natale en signant avec son premier club du Deportivo Cali puis deux saisons plus tard avec Junior.

## Palmarès
- Deportivo Cali
  - Vainqueur du Tournoi de clôture : 2005

- FC Sion
  - Vainqueur de la Coupe de Suisse : 2009 et 2011

## Distinctions personnelles
- Élu meilleur joueur du championnat de Colombie lors de la saison 2006-2007
- Élu meilleur passeur du championnat de Suisse "ASL" lors de la saison 2009-2010

## Statistiques
| Saison    | Club            | Pays     | Ligue      | Matchs (Buts) | Coupe continentale |
| --------- | --------------- | -------- | ---------- | ------------- | ------------------ |
| 1999-2000 | Deportivo Cali  | Colombie | D1         | 4 (0)         | -                  |
| 2000-2001 | Deportivo Cali  | Colombie | D1         | 7 (0)         | -                  |
| 2001-2002 | Deportivo Pasto | Colombie | D1         | 9 (0)         | -                  |
| 2001-2002 | Atlético Huila  | Colombie | D1         | 19 (2)        | -                  |
| 2002-2003 | Deportivo Cali  | Colombie | D1         | 21 (4)        | -                  |
| 2003-2004 | Deportivo Cali  | Colombie | D1         | 22 (3)        | -                  |
| 2004-2005 | Deportivo Cali  | Colombie | D1         | 47 (6)        | -                  |
| 2005-2006 | Deportivo Cali  | Colombie | D1         | 35 (8)        | -                  |
| 2006-2007 | Deportivo Cali  | Colombie | D1         | 18 (8)        | -                  |
| 2007-2008 | FC Sion         | Suisse   | ASL        | 33 (7)        | 4 (2)              |
| 2008-2009 | FC Sion         | Suisse   | ASL        | 29 (5)        |                    |
| 2009-2010 | FC Sion         | Suisse   | ASL        | 34 (7)        |                    |
| 2010-2011 | FC Sion         | Suisse   | ASL        | 26 (2)        |                    |
| 2011-2012 | Samsunspor      | Turquie  | TFF 1. Lig | 16 (2)        |                    |
| 2012-2013 | Deportivo Cali  | Colombie | D1         | 29 (9)        |                    |